# Masacre de Batavia
La masacre de Batavia (en neerlandés: Chinezenmoord, literalmente "Asesinato de chinos"; en indonesio: Geger Pacinan, que significa "tumulto del barrio chino") fue un pogromo contra los chinos étnicos en la ciudad puerto de Batavia (actual Yakarta) en las Indias Orientales Neerlandesas. La violencia al interior de la ciudad duró del 9 de octubre al 22 del mismo mes de 1740; escaramuzas menores fuera de las murallas de la ciudad continuaron hasta fines de noviembre de ese año. 
El malestar en la población china había surgido por la represión gubernamental y la reducción de los ingresos producto de la caída de los precios del azúcar antes de la masacre. En respuesta, en una reunión del Consejo de las Indias (Raad van Indië), el órgano de gobierno de la Compañía Neerlandesa de las Indias Orientales, el gobernador general Adriaan Valckenier declaró que toda sublevación tendría una respuesta mortal. Su resolución entró en vigor el 7 de octubre, después de que cientos de trabajadores chinos, muchos de ellos trabajadores de trapiches azucareros, mataron a 50 soldados neerlandeses. Como respuesta, se despacharon tropas para confiscar todas las armas de la población china e imponer un toque de queda. Dos días más tarde, tras haber sido asustados por rumores de atrocidades chinas, otros grupos étnicos de Batavia comenzaron a quemar los hogares chinos a lo largo del río Besar y los soldados neerlandeses lanzaron un asalto con cañones sobre estas viviendas. 
La violencia se extendió rápidamente por toda Batavia y más chinos resultaron muertos. Aunque Valckenier declaró una amnistía el 11 de octubre, las bandas de irregulares continuaron cazando y matando chinos hasta el 22 de octubre, cuando Valckenier hizo un llamado más firme para un cese de hostilidades. Fuera de las murallas de la ciudad, las tropas holandesas siguieron luchando para contener los disturbios de los trabajadores de los ingenios azucareros y, luego de varias semanas de pequeñas escaramuzas, las tropas neerlandesas asaltaron los bastiones chinos en los trapiches de azúcar de toda la zona, conduciendo a los sobrevivientes hacia el este a Bekasi.
Los historiadores han estimado que, al menos, 10.000 chinos fueron masacrados; la cantidad de sobrevivientes es incierta, aunque los estimados fluctúan entre 600 y 3.000 personas. El año siguiente, chinos en toda Java fueron atacados, lo que desató una guerra de dos años que enfrentó a las fuerzas de etnia china y las fuerzas javanesas contra las tropas holandesas. Posteriormente, Valckenier fue llamado a los Países Bajos, acusado por crímenes relacionados con la masacre; Gustaaf Willem van Imhoff lo reemplazó como gobernador general. El legado de la masacre en la cultura popular se encuentra en la literatura neerlandesa, en la que ha figurado en gran medida. También es citada como una posible etimología de los nombres de varias áreas en Yakarta.

## Antecedentes

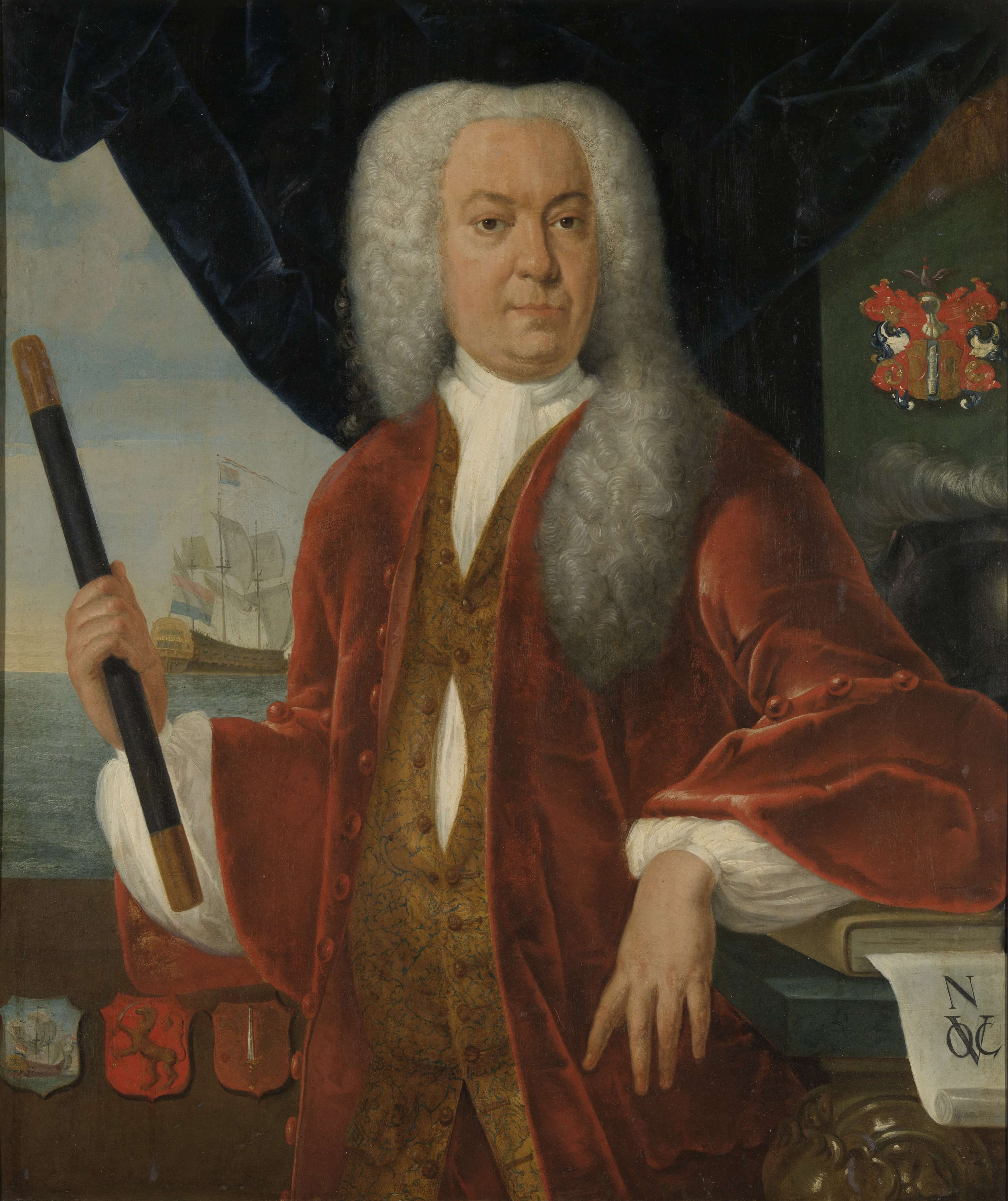
El gobernador general Adriaan Valckenier ordenó las matanzas de chinos.

Durante los primeros años de la colonización neerlandesa de las Indias Orientales (actual Indonesia), muchas personas de ascendencia china fueron contratadas como artesanos en la construcción de Batavia en la costa noroeste de Java; también fungían como comerciantes, trabajadores en los trapiches azucareros y bodegueros. El boom económico, precipitado por el comercio entre las Indias Orientales y China vía el puerto de Batavia, incrementó la inmigración china a Java. La cantidad de chinos en Batavia creció rápidamente, llegando a un total de 10.000 para 1740. Miles más vivían fuera de las murallas de la ciudad. Los colonizadores neerlandeses requerían que llevaran consigo sus papeles de registro y deportaban a China a quienes no cumplían esta norma.
La política de deportación fue endurecida durante los años 1730, después de que un brote de malaria matara a miles, incluyendo al gobernador general Dirck van Cloon. Según el historiador indonesio Benny G. Setiono, el brote fue seguido por una creciente suspicacia y resentimiento por parte de los indonesios y los neerlandeses hacia los chinos, que estaban aumentando en número y cuya riqueza era cada vez más visible. Como resultado, el comisionado de asuntos nativos Roy Ferdinand, bajo órdenes del gobernador general Adriaan Valckenier, decretó el 25 de julio de 1740 que los chinos considerados sospechosos serían deportados a Ceilán (actual Sri Lanka) y forzados a cultivar canela. Ricos chinos fueron extorsionados por oficiales neerlandeses corruptos que los amenazaban con la deportación; Stamford Raffles, un explorador británico e historiador de Java, notó que en algunos relatos javaneses, el capitán chino (el líder de la etnia china nombrado por los neerlandeses) para Batavia, Ni Hoe Kong, dijo a los neerlandeses que deportaran a todos los chinos que usaran prendas negras o azules debido a que se pensaban que eran pobres. También hubo rumores de que los deportados no eran llevados a sus destinos, sino arrojados al mar una vez que estaban fuera de la vista; mientras que en algunos relatos, estos murieron al amotinarse en los barcos. La deportación de chinos causó malestar entre los chinos remanentes, lo que llevó a que muchos trabajadores chinos abandonaran sus trabajos.
Al mismo tiempo, los ocupantes nativos de Batavia, incluyendo los betawi étnicos, desconfiaban cada vez más de los chinos. Factores económicos desempeñaron un rol: la mayoría de nativos era pobre y percibía a los chinos como ocupantes de algunos de los vecindarios más prósperos de la ciudad. Si bien el historiador holandés A.N. Paasman anotó que, en la época, los chinos fueron los «judíos de Asia», la situación real era más complicada. Muchos chinos pobres habitantes alrededor de Batavia eran trabajadores en los molinos de azúcar que se sentían explotados por las élites neerlandesa y china por igual. Los chinos ricos eran propietarios de los molinos y estaban involucrados en el arrendamiento de tierras y el transporte marítimo; recibían ingresos de los trapiches y de la destilación del arak, una bebida alcohólica hecha a base de melaza y arroz. No obstante, los holandeses establecían el precio del azúcar, lo que a su vez causaba malestar. Debido al declive de los precios del azúcar a nivel mundial iniciado en los años 1720 y ocasionado por un incremento en las exportaciones a Europa, la industria azucarera en las Indias Orientales sufrió considerablemente. Para 1740, los precios mundiales del azúcar habían caído a la mitad de su precio en 1720. Como el azúcar era el producto de exportación más importante, este descenso causó considerables dificultades financieras para la colonia.
Inicialmente, algunos miembros del Consejo de Indias (Raad van Indië) creían que los chinos nunca atacarían Batavia, por lo que fuertes medidas para controlar a los chinos fueron bloqueadas por parte de una facción comandada por el oponente político de Valckenier, el exgobernador de Ceilán Gustaaf Willem van Imhoff, quien regresó a Batavia en 1738. Grandes cantidades de chinos llegaron a las afueras de Batavia desde asentamientos cercanos; el 26 de septiembre Valckenier convocó a una reunión de emergencia del consejo, durante la cual dio órdenes de responder a cualquier sublevación china con una fuerza mortal. Esta política continuó siendo rechazada por la facción de van Imhoff; Vermeulen sugirió que la tensión entre las dos facciones coloniales fuero un factor en la masacre posterior.
La noche del 1 de octubre, Valckenier recibió informes de que una multitud compuesta por unos mil chinos se había reunido fuera de las puertas de la ciudad, molesta por sus declaraciones en la reunión de emergencia de hacía cinco días. Este informe fue recibido con incredulidad por Valckenier y por el Consejo de Indias. No obstante, tras el asesinato de un sargento balinés por los chinos fuera de las murallas de la ciudad, el consejo decidió tomar medidas extraordinarias y reforzar la guardia. Dos grupos de 50 europeos y algunos nativos fueron enviados a puestos de avanzada en los lados sur y este de la ciudad y se formuló un plan de ataque.

## Incidente

### Masacre

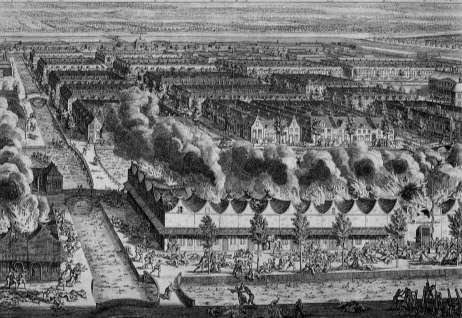
Hogares chinos fueron quemados durante la masacre.

Después de que grupos de trabajadores chinos de los molinos azucareros se sublevaron usando armas hechos a la medida para saquear y quemar molinos, cientos de chinos, presuntamente comandados por el capitán chino Ni Hoe Kong, mataron a 50 soldados neerlandeses en Meester Cornelis (actual Jatinegara) y Tanah Abang el 7 de octubre. En respuesta, los holandeses enviaron 1.800 tropas regulares, acompañados por la schutterij (milicia) y once batallones de conscriptos para detener la revuelta; establecieron un toque de queda y cancelaron los planes para un festival chino. Temiendo que los chinos conspirarían contra los colonizadores a la luz de las velas, aquellos dentro de las murallas de la ciudad fueron prohibidos de encender velas y fueron forzados a entregar todo «hasta el cuchillo de cocina más pequeño». El día siguiente, los neerlandeses repelieron un ataque emprendido por hasta 10.000 chinos, liderados por grupos de la cercana Tangerang y Bekasi, en las afueras de la ciudad; Raffles escribió que 1.789 chinos murieron en este ataque. Como resultado, Valckenier convocó a otro reunión del consejo el 9 de octubre.
Mientras tanto, se propagaron rumores entre otros grupos étnicos en Batavia, incluyendo esclavos de Bali y Célebes, tropas bugis y balinesas, que los chinos estaban conspirando para asesinarlos, violarlos y esclavizarlos. Estos grupos quemaron preventivamente las casas pertenecientes a chinos a lo largo del río Besar. Los holandeses continuaron esta acción con un asalto a los asentamientos chinos en otros lugares en Batavia, en donde quemaron casas y mataron personas. El político y crítico del colonialismo neerlandés W.R. van Hoëvell escribió que «mujeres embarazadas y lactantes, niños y ancianos cayeron bajo la espada. Los prisioneros fueron masacrados como corderos».
Tropas bajo el mando del teniente Hermanus van Suchtelen y del capitán Jan van Oosten, un sobreviviente de Tanah Abang, se estacionaron en el distrito chino: Suchtelen y sus hombres se posicionaron en el mercado, mientras que los hombres de van Oosten se ubicaron a lo largo del canal cercano. Alrededor de las 5:00 p. m., los neerlandeses abrieron fuego con cañones sobre las casas ocupadas por chinos, lo que ocasionó que se incendiaran. Algunos chinos murieron en las casas incendiadas, mientras que otros fueron abaleados al momento de salir de sus casas o, desesperados, se suicidaron. Aquellos que llegaron al canal cerca del distrito residencial fueron asesinados por las tropas holandesas que esperaban en pequeñas embarcaciones, mientras otras tropas buscaban entre las casas en llamas matando a todo sobreviviente que encontraran. Luego, estas acciones se extendieron a toda la ciudad. Vermeulen señala que muchos de los perpetradores eran marinos y otros «elementos irregulares y malos» de la sociedad. Durante este período hubo un intenso saqueo e incautación de propiedades.

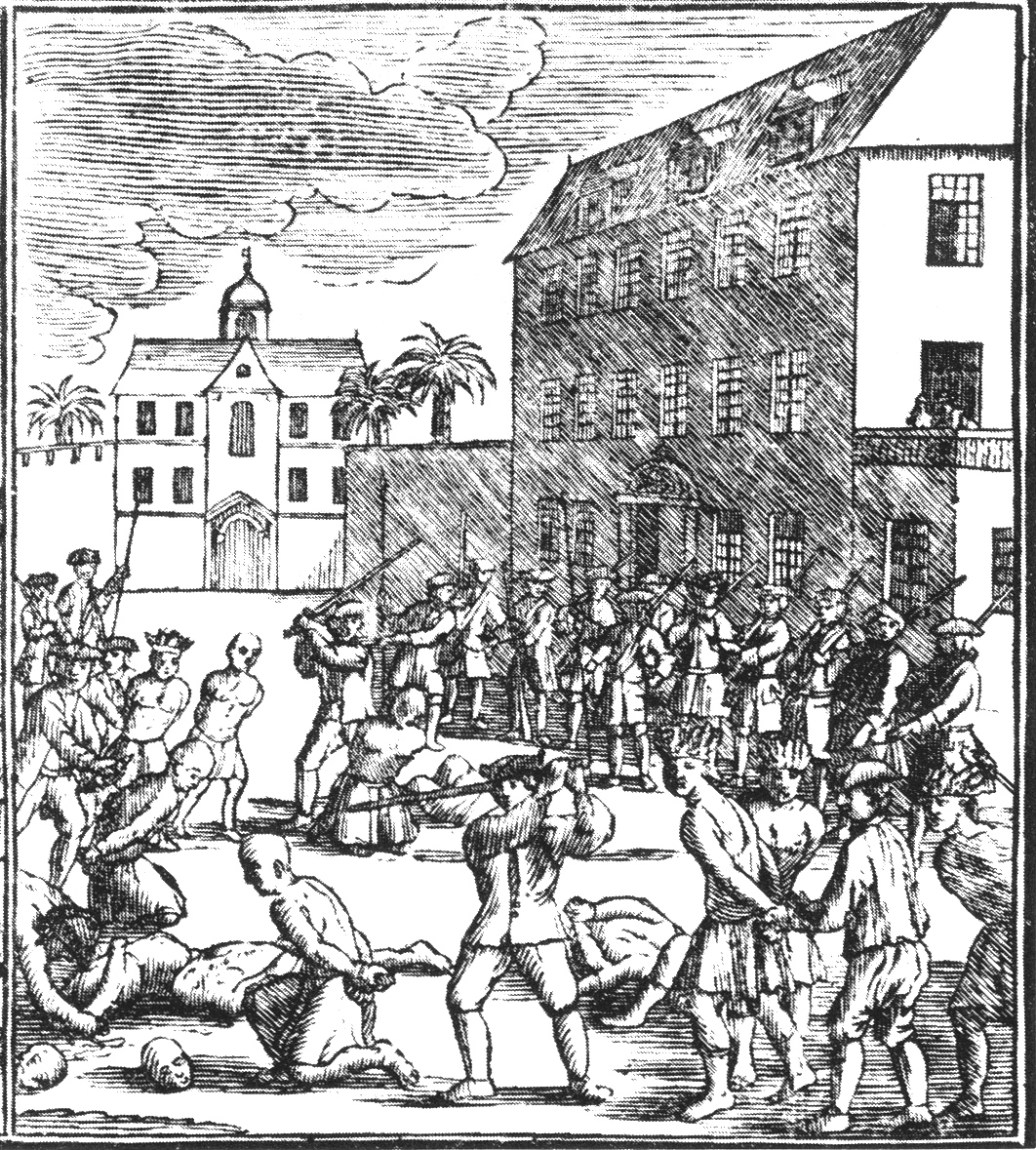
Prisioneros chinos fueron ejecutados por los holandeses el 10 de octubre de 1740.

El día siguiente, la violencia continuó propagándose y los pacientes chinos en un hospital fueron llevados fuera y asesinados. Los intentos por extinguir los incendios en las zonas devastadas el día anterior fracasaron y las llamas aumentaron y continuaron hasta el 12 de octubre. Al mismo tiempo, un grupo de 800 soldados holandeses y 2.000 nativos asaltaron Kampung Gading Melati, donde un grupo de sobrevivientes chinos estaban resistiendo bajo el mando de Khe Pandjang. Si bien los chinos evacuaron al distrito cercano de Paninggaran, posteriormente fueron expulsados del área por las fuerzas holandesas. Hubo aproximadamente 450 neerlandeses y 800 chinos muertos en los dos ataques.

### Violencia posterior
El 11 de octubre, Valckenier solicitó sin éxito que los oficiales controlaran a sus tropas y que detuvieran el saqueo. Dos días después, el consejo estableció una recompensa de dos ducados por cada cabeza de chino entregada a los soldados, como un incentivo para que otros grupos étnicos colaboraran con la purga. Como resultado, los chinos que habían sobrevivido el asalto inicial fueron cazados por bandas de irregulares, quienes mataron a los chinos que encontraron para cobrar la recompensa. Los holandeses trabajaron con los nativos en diversas partes de Batavia; los granaderos bugis y balineses fueron enviados para reforzar a los neerlandeses el 14 de octubre. El 22 de octubre, Valckenier hizo un llamado para que cesaran todas las matanzas. En una extensa carta en la que culpó por completo del desorden a los rebeldes chinos, Valckenier ofreció una amnistía para todos los chinos, con excepción de los líderes de la revuelta, por cuyas cabezas fijó una recompensa de hasta 500 rijksdaalders.
Fuera de las murallas de la ciudad, las escaramuzas entre los rebeldes chinos y los neerlandeses continuaron. El 25 de octubre, tras casi dos semanas de enfrentamientos menores, 500 chinos armados se acercaron a Cadouwang (actual Angke), pero fueron repelidos por la caballería bajo el mando del Ridmeester Christoffel Moll y los cornetas Daniel Chits y Pieter Donker. El día siguiente, la caballería, que consistía en una fuerza de 1.594 holandeses y nativos, marchó hacia el bastión rebelde en el molino azucarero de Salapadjang, se reunió en los bosques cercanos y luego incendió el molino con los rebeldes en el interior; otro molino en Boedjong Renje fue tomado de la misma forma por otro grupo. Temerosos del inminente ataque neerlandés, los chinos se retiraron a un ingenio azucarero en Kampung Melayu, a cuatro horas de Salapadjang; esta fortaleza fue capturada por las tropas al mando del capitán Jan George Crummel. Después de derrotar a los chinos y retomar Qual, los neerlandeses regresaron a Batavia. Mientras tanto, los chinos en fuga, que fueron bloqueados en el oeste por 3.000 tropas del sultanato de Bantén, se dirigieron al este a lo largo de la costa norte de Java; para el 30 de octubre se supo que los chinos habían llegado a Tangerang.
Una orden de cese al fuego llegó a Crummel el 2 de octubre, tras la cual él y sus hombres regresaron a Batavia tras estacionar un contingente de 50 hombres en Cadouwang. Cuando llegó al mediodía no había más chinos estacionados en las murallas. El 8 de noviembre, el sultanato de Cirebon envió entre 2.000 y 3.000 tropas nativas a reforzar la vigilancia de la ciudad. Los saqueos continuaron hasta, por lo menos, el 28 de noviembre y las últimas tropas nativas se retiraron a fines de ese mes.

## Secuelas

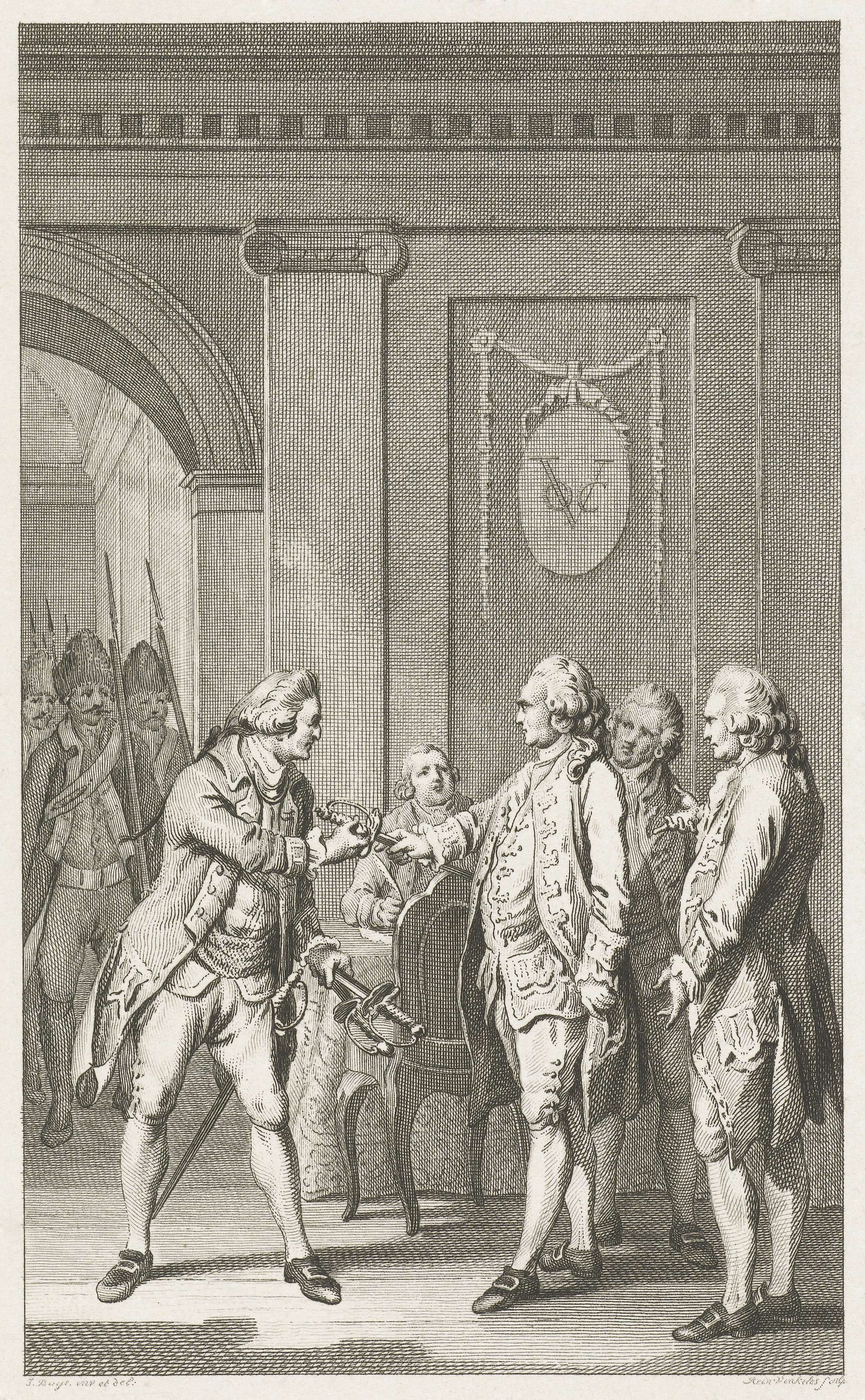
Van Imhoff y dos miembros del consejo fueron arrestados por insubordinación por ir contra Valckenier.

La mayor parte de los relatos de la masacre estima que 10.000 chinos fueron asesinados al interior de las murallas de Batavia, mientras que por lo menos otros 500 fueron seriamente heridos. Entre 600 y 700 casas propiedad de chinos fueron asaltadas y quemadas. Vermeulen da una cifra de 600 sobrevivientes, mientras que el académico indonesio A.R.T. Kemasang calcula que 3.000 chinos sobrevivieron. El historiador indonesio Benny G. Setiono señaló que 500 prisioneros y pacientes de hospitales fueron asesinados y un total de 3.431 personas sobrevivieron. La masacre fue seguida por una «temporada abierta» contra los chinos en toda Java, que ocasionó otra masacre en 1741 en Semarang y otras más posteriormente en Surabaya y Gresik.
Como parte de las condiciones para el cese de la violencia, todos los chinos de Batavia fueron trasladados a un pecinan o barrio chino fuera de las murallas de la ciudad. Esta acción permitió a los holandeses supervisar a los chinos más fácilmente.  Para salir del pecinan, los chinos requerían pases especiales. Para 1743, sin embargo, los chinos ya habían retornado a Batavia; varios cientos de comerciantes operaban allí. Otros chinos liderados por Khe Pandjang huyeron a Java Central, donde atacaron los puestos comerciales neerlandeses y, luego, se les unieron tropas bajo el mando del sultán javanés de Mataram, Pakubuwana II. Aunque esta sublevación posterior fue aplastada en 1743, los conflictos en Java continuaron casi sin interrupción por los siguientes 17 años.
El 6 de diciembre de 1740, van Imhoof y otros dos miembros del Consejo de Indias fueron arrestados por órdenes de Valckenier, quien los acusó de insubordinación y, el 13 de enero de 1741, fueron enviados a los Países Bajos en barcos separados; llegaron el 19 de septiembre de 1741. Una vez en los Países Bajos, van Imhoff convenció al consejo que Valckenier tenía la culpa de la masacre y presentó un extenso discurso titulado "Consideratiën over den tegenwoordigen staat van de Ned. O.I. Comp." ("Consideraciones sobre la condición actual de la Compañía de las Indias Orientales Neerlandesas") el 24 de noviembre. Como resultado del discurso, los cargos contra él y los otros consejeros fueron desestimados. El 27 de octubre de 1742, van Imhoff fue enviado de regreso a Batavia en el Hersteller como el nuevo gobernador general de las Indias Orientales Neerlandesas, con altas expectativas por parte de los Herren XVII, la directiva de la Compañía de las Indias Orientales Neerlandesas. Llegó a las Indias el 26 de mayo de 1743.

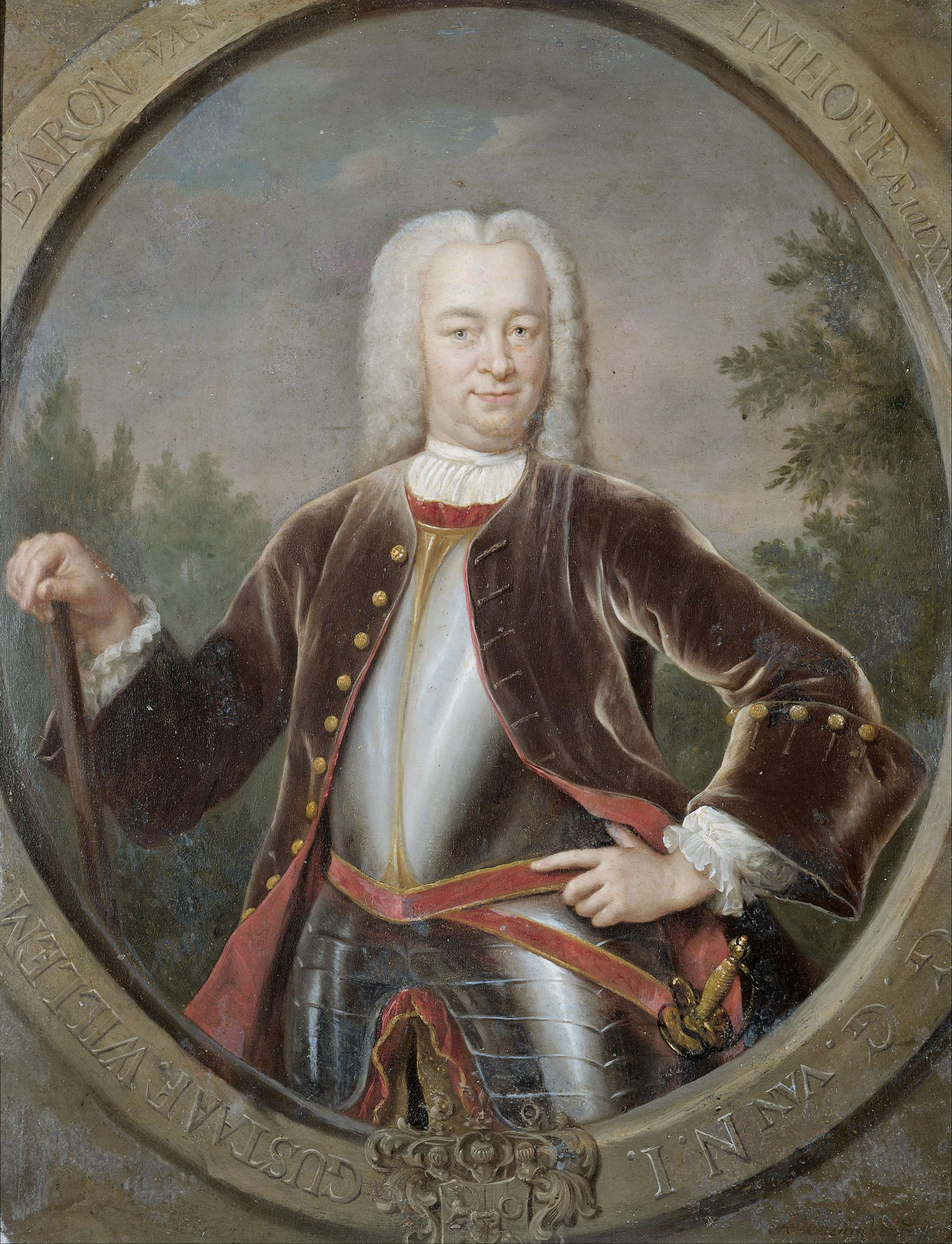
Van Imhoff fue enviado a los Países Bajos, pero luego fue nombrado el nuevo gobernador general de las Indias Orientales Neerlandesas.

Valckenier había solicitado ser reemplazado a fines de 1740 y en febrero de 1741 había recibido una réplica que le instruía para que nombrara a van Imhoff como su sucesor; una versión alternativa indica que los Herren XVII le informaron que iba a ser reemplazado por van Imhoff como castigo por exportar demasiada azúcar y muy poco café en 1739, lo que causó grandes pérdidas financieras. Por el tiempo en que Valckenier recibió la respuesta, van Imhoff ya estaba de camino a los Países Bajos. Valckenier dejó las Indias el 6 de noviembre de 1741, tras nombrar a un sucesor temporal, Johannes Thedens. Tomando el mando de una flota, Valckenier se dirigió a los Países Bajos. El 25 de enero de 1742 llegó al Cabo de Hornos, pero fue detenido e investigado por el gobernador Hendrik Swellengrebel por órdenes de los Herren XVII. En agosto de 1742, Valckenier fue enviado de regreso a Batavia, donde fue encarcelado en Fort Batavia y, tres meses después, juzgado por varios cargos, incluyendo su participación en la masacre. En marzo de 1744 fue condenado a la pena de muerte y todas sus pertenencias fueron confiscadas. En diciembre de 1744, el juicio fue reabierto cuando Valckenier dio una larga declaración para defenderse. Valckenier solicitó más evidencias desde los Países Bajos, pero falleció en una celda el 20 de junio de 1751, antes de que la investigación fuera completada. La pena de muerte fue rescindida póstumamente en 1755. Vermeulen caracteriza la investigación como injusta e impulsada por la indignación popular en los Países Bajos y probablemente esto fue oficialmente reconocido debido a que, en 1760, el hijo de Valckenier, Adriaan Isaäk Valckenier, recibió reparaciones por un total de 725.000 florines.
La producción de azúcar en la zona sufrió tremendamente después de la masacre, dado que muchos de los chinos que habían dominado la industria habían sido asesinados o estaban desaparecidos. Comenzó a recuperarse después de que el nuevo gobernador general, van Imhoff, "colonizó" Tangerang. Inicialmente, intentó que vinieran hombres de los Países Bajos para trabajar la tierra, puesto que consideraba que quienes ya estaban asentados en las Indias eran muy flojos. No obstante, fue incapaz de atraer a nuevos colonos debido a los altos impuestos y, por ello, vendió las tierras a quienes ya estaban en Batavia. Como había esperado, los nuevos propietarios no estaban dispuestos a "ensuciarse las manos" y rápidamente rentaron las tierras a chinos. La producción creció con firmeza después de esto, pero tardó hasta los años 1760 llegar a los niveles antes de 1740. La cantidad de ingenios también declinó. En 1710 había 131, pero para 1750 el número había caído a 66.

## Efectos
Vermeulen describió la masacre como «uno de los eventos más notables del colonialismo [neerlandés] del siglo XVIII». En su tesis doctoral, W. W. Dharmowijono afirmó que el pogromo había figurado en gran medida en la literatura neerlandesa, alguno de cuyos ejemplos incluye un poema de Willem van Haren que condenaba la masacre (datándola en 1742) y un poema anónimo, del mismo período, crítico de los chinos. Raffles escribió en 1830 que los registros históricos están «lejos de ser completos o satisfactorios».
El historiador neerlandés Leonard Blussé escribió que la masacre indirectamente llevó a la rápida expansión de Batavia e institucionalizó un modus vivendi que condujo a una dicotomía entre los chinos y otros grupos que podía ser sentida a fines del siglo XX. La masacre también podría haber sido un factor en el nombramiento de varias áreas en Yakarta. Una posible etimología para el nombre del distrito de Tanah Abang (que significa «tierra roja») es que se trata de una referencia a la sangre china derramada allí; van Hoëvell sugiere que el nombramiento fue un compromiso para hacer que los sobrevivientes chinos aceptaran la amnistía más rápidamente. El nombre Rawa Bangke, para un subdistrito de Yakarta Oriental, podría haber derivado de la palabra indonesia para cadáver, bangkai, debido al gran número de chinos asesinados allí; una etimología similar ha sido sugerida para Angke en el subdistrito de Tambora.